# A.M.C.: Astro Marine Corps
A.M.C.: Astro Marine Corps es un videojuego de acción, desarrollado por Creepsoft y publicado por Dinamic Software. El juego fue lanzado por Amiga, Atari ST, Commodore 64, ZX Spectrum, MSX, y Amstrad CPC. El programa como escrito por Pablo Ariza con la música por José A. Martín.

## Recepción
Retro Games Review consideró que el título valía la pena repetirlo. ACE: Advanced Computer Entertainment consideró que el título era elegante pero sencillo. The One sintió que el juego ofrecía al género "machaca-monstruos" un "poco de clase". ST Format pensó que no era más que un tirador competente. Amiga Reviews consideró que los gráficos eran la mejor parte. The Games Machine escribió que el juego era repetitivo, cliché e innecesariamente difícil. ZZtap64 sintió que podía pasar como una simulación militar precisa.